# YUKI (歌手)
YUKI（ユキ、1972年〈昭和47年〉2月17日 - ）は、日本の歌手。ロックバンドJUDY AND MARYの元ボーカリスト。本名、倉持有希（くらもち ゆき）。旧姓、磯谷（いそや）。北海道函館市出身。

## 来歴
「希望が有りますように」という意味を込めて、祖父が『有希』と名付ける。
1991年6月、映画『いつかギラギラする日』の撮影のために函館市を訪れていた恩田快人と出会ったことがきっかけで、翌1992年2月に「JUDY AND MARY」を結成した。（この時点では一過性のバンドであった。）
1993年、JUDY AND MARYのヴォーカリストとしてデビュー。
1994年4月から『YUKIのオールナイトニッポン』（ニッポン放送）のパーソナリティーを2年間務める。
1996年、『そばかす』がオリコンチャート初登場1位を記録。
1997年、『LOVER SOUL』13thシングルを10月リリース。同年YUKIの喉の調子が悪くなる。ポリープ切除(喉の)手術直前に14thシングル『散歩道』がレコーディングされた。
1999年、JUDY AND MARYの活動を一旦休止。7月、B-52'sのケイト・ピアソンらと結成したスペシャルバンド「NiNa」にシンガーとして参加。11月、シンガーソングライターのCHARAとChara+YUKIを結成する。
2000年2月、JUDY AND MARYの活動を再開。
2000年9月、真心ブラザーズのYO-KINGこと倉持陽一と結婚。
2001年3月8日、JUDY AND MARY解散。10月、CHARA、ちわきまゆみ、YUKARIEと、女優の伊藤歩をボーカルに迎えたガールズバンド「Mean Machine」を結成し、ドラマーを務める。
2002年2月6日、シングル「the end of shite」で本格的なソロ活動を開始。
2008年、3月22日から3年ぶりとなるライブツアー「YUKI concert New Rhythm Tour 2008」を行った。
2012年5月6日、アニバーサリー・ライヴ『YUKI LIVE“SOUNDS OF TEN”』を、JUDY AND MARY解散ライヴ以来、約11年振りに東京ドームで開催。女性として初めてバンドとソロの両方で東京ドーム公演を行った歌手となり、約5万人を動員。
同年12月、『第63回NHK紅白歌合戦』（NHK G）にソロ活動開始後初めて出場。女性歌手がバンドとソロの双方でNHK紅白歌合戦に出場するのは史上3人目となる（髙橋真梨子（ペドロ&カプリシャス）、原由子（サザンオールスターズ））。
2013年8月12日、YouTubeにてYUKI Official Channelを開設。
2017年9月30日を以って所属していたソニー・ミュージックアーティスツとの契約を終了したこと、翌2018年2月28日を以ってオフィシャルファンクラブ「commune」のサービスを終了することをそれぞれ公式サイトで発表した。
2018年4月5日、新しいオフィシャルファンクラブ“COSMIC BOX”を5月1日に発足させることを発表。
2019年1月30日、2002年2月6日にリリースされたソロデビューシングル『the end of shite』から、シングルコレクション『すてきな15才』までの期間にリリースされた全シングル、アルバム、シングルコレクション、コンピレーションアルバムに収録された楽曲（一部除く）をストリーミングサービスで配信開始した。
2022年2月6日、ソロデビュー20周年を迎えた。同日、全国ツアー『YUKI concert tour “SOUNDS OF TWENTY” 2022』の開催を発表。
2023年7月19日、ソロデビューアルバム『PRISMIC』から、11thアルバム『パレードが続くなら』までのアナログ盤を販売開始した。

## 人物
これまでにエッセイ集などの著作活動や、UA主演の映画『水の女』への出演など、音楽以外の活動も行っている。
GLAYのJIROとは同郷で高校時代からの知り合い。TAKUROら他のGLAYのメンバーとも高校時代から交流があり、アブノーマルという女子だけのバンドを組んでGLAYの主催するライブに参加し、「かまって」と「モノクロームの思い出」という曲を作った。
偶然、恩田快人が出演した映画撮影の打ち上げでデモテープを渡したことがきっかけで、のちにJUDY AND MARYを結成することとなる。
小学・中学・高校とバレーボール部に所属。サボってばかりだったが周囲からの信頼は厚く、高校ではキャプテンを務めた。
レベッカの大ファンで、ボーカルのNOKKOに憧れており、函館時代にはレベッカのコピーをしていた。JUDY AND MARYのFMラジオでNOKKOをゲストに迎えた時、「私はレベッカの歌は全て歌えます。」と話した。JUDY AND MARY時代にExciting Summer in WAJIKI '00で共演した際は、NOKKOのステージをステージ脇のテントから見ていた。NOKKOの出番はJUDY AND MARYの出番より前であったため、YUKIはヘアメイクをしていない状態だった。サザンオールスターズのファンでもあり、1998年に放送されたデビュー20周年記念の特別番組では、祝福のメッセージを送った。
高校卒業後、函館市内の北都交通でバスガイドをしていた。就職試験に歌のテストがあり、「帰ってこいよ」（1980年発表の松村和子のデビューシングル）を歌ったところ、「テストなのに声が大きすぎて、本気すぎる」と周囲をざわつかせた。
バンドヴォーカルを探していた恩田に誘われ上京。上京直後はエステティシャンをしていた。
音楽情報誌「WHAT's IN?」（ソニーマガジンズ）で私生活を写真と手書きの文章やイラストで綴った「YUKIの果てしないたわごと」を連載していた。
2004年頃から、ボブのウィッグの着用を始める。2008年頃からはウィッグをつけないロングヘアでの活動も増えている（「汽車に乗って」のジャケット写真など）。
コラムやファッション誌、テレビ出演等に度々パンダグッズを登場させている。
ラジオ番組「YUKIのオールナイトニッポン」では番組開始からずっと、後に夫となる真心ブラザーズの倉持が好きだと言い続けていた。その倉持が番組に出演したこともあった。オリコンチャートで1位を獲得するが、プレッシャーを感じており、布袋寅泰から、「あんなチャートは全部インチキだ。だから、気にしないで自分なりの音楽を続ければいい」と言うニュアンスの言葉をかけられ、ヒットチャートへの圧迫感に対してのやりきれなさを吐露した。2部時代ゲストにはしょっちゅうTAKUYAが乱入していて、YUKIとの2人体制になることもあった。1996年3月22日には「海道北男フェスティバル」と称し、ニッポン放送銀河スタジオにリスナー60名を集めて公開放送をおこなった。
真心ブラザーズのYO-KINGこと倉持陽一と結婚し男児をもうけた。しかし2005年3月、長男（1歳11カ月）が朝、自宅にて突然死していたことを自身のホームページ上で報告。乳幼児突然死症候群（SIDS）と報じられた。JOY TOUR武道館公演のアンコールでは「本当は今回ライブができるかどうか、わからなかったです」と語った。2006年8月には次男、2009年5月には三男を出産した。現在は2人の男の子の母親。栄養士の資格を持っている。

## 参加ユニット

### NiNa
- 『NiNa』は1999年（当時27歳）の時に元四人囃子でJUDY AND MARYのプロデューサーだった佐久間正英らと結成したバンド。The B-52'sのケイト・ピアソンとのダブルヴォーカル、ギターは佐久間正英と島武実でベースは元JAPANのミック・カーン。シングル2枚とアルバム1枚を発表した。

### Chara+YUKI
- 『Chara+YUKI』は1999年にCHARAと結成したユニット。シングル『愛の火 3つ オレンジ』を二人で共作（作詞・作曲）。アレンジはCHARAのアレンジャーだった浅田祐介が担当。

　　2019年11月26日に20年ぶりに新作音源をリリースし、ライブを行うことを発表した。2020年1月31日（金）にシングル、2月14日（金）にミニアルバムをリリース。

### Mean Machine
- 『Mean Machine』は2001年に女優や女性ミュージシャンなどで結成したガールズバンド。YUKIはCharaとともにツインドラムで参加。シングル『スーハー』、アルバム『CREAM』など。

## バックバンド

### PRISMIC YUKI BAND（プリズミックYUKIバンド）
2002年の「PRISMIC TOUR 2002」のツアーバンド。

### Astro Magic Orchestra（アストロマジックオーケストラ）
2004年の「Sweet Home Rock'n Roll Tour」のツアーバンド。

### Band ASTRO（バンドアストロ）
2005年の「YUKI TOUR “joy”」からツアーやレコーディングでの演奏を担当。バンド解散後の2012年のソロ10周年ツアー「YUKI tour “BEATS OF TEN”」でも演奏。
- 松江潤（ギター、SPOOZYS）
- 松下敦（ドラム、 ZAZEN BOYS）
- 木下裕晴（ベース、 元L⇔R、curve509）
- 皆川真人（鍵盤全般）
- 塚崎陽平（DJ・マニピュレーター、SAL）

### JOYFUL SISTERS（ジョイフルシスターズ）
コーラスを担当。
- MEG
- 藤井真由美

### THE URAH（ザ・ウラー）
2010年の「J-WAVE LIVE SPRING! はじまりのはじまり〜featuring YUKI」から長年演奏を担当してきたBand ASTROに代わってバックを務める。「ROCK IN JAPAN FESTIVAL 2010 Day3」「YUKI concert tour 2010“うれしくって抱きあうよ”」などで演奏。バンド名の“THE URAH”には、バンマス・浦清英の“ウラ”と、ロシア語の“バンザイ”の意味が含まれている。
- 浦清英（鍵盤全般）
- 今堀恒雄（ギター）
- Akkin/鈴木玲史（ギター、元ジェット機、元ハートバザール）
- 上田ケンジ（ベース、元KENZI & THE TRIPS、元the PILLOWS）
- 宮川剛（ドラム、GANGA ZUMBA）

### ザ・メガフォニックス & ザ・レペッツ
2011年の「YUKI tour“MEGAPHONIC”2011」で演奏。『ザ・メガフォニックス』はバンド名で『ザ・レペッツ』はコーラスグループ。
- 松江潤（ギター、SPOOZYS）
- 沖山優司（ベース）
- 冨田謙（キーボード、元Small Circle of Friends）
- 小松シゲル（ドラム、ノーナ・リーヴス）
- 飯田希和＆真城めぐみ（コーラス）

### Flyin' Hae Band ～ The winks
「YUKI concert tour“Flyin' High”'14～'15」から「YUKI concert tour "Blink Blink" 2017」までのツアーやテレビ収録では、以下メンバーを中心とした構成で演奏を担当している。
- 沖山優司（ベース）
- 白根賢一（ドラム）
- 浜口高知（ギター）
- 伊藤隆博（キーボード）
- 鈴木精華（コーラス）
- 大嶋吾郎（コーラス）
- 五十嵐誠（トロンボーン）
- 中野勇介（トランペット）
- 鈴木圭（サックス・フルート）

### The Trance Formers
「YUKI concert tour "trance/forme" 2019」のツアーやテレビ収録では、以下メンバーを中心とした構成で演奏を担当している。
- 沖山優司（ベース）
- 白根賢一（ドラム）
- 名越由貴夫（ギター）
- 伊藤隆博（キーボード）
- 大嶋吾郎（コーラス&ギター）

### The Gentle Ghost
「YUKI concert tour "Terminal G" 2021」のツアーやテレビ収録では、以下メンバーを中心とした構成で演奏を担当している。
- 沖山優司（ベース）
- 白根賢一（ドラム）
- 真壁陽平（ギター）
- 伊藤隆博（キーボード）
- 大嶋吾郎（コーラス&ギター）
- 五十嵐誠（トロンボーン）
- 中野勇介（トランペット）
- 副田整歩（サックス）

### The 20th Century Boys
「YUKI concert tour "SOUNDS OF TWENTY" 2022」のツアーやテレビ収録では、以下メンバーを中心とした構成で演奏を担当している。
- 【ホール&アリーナ共通】
- 沖山優司（ベース、バンドマスター）
- 白根賢一（ドラム）
- 名越由貴夫（ギター）
- 伊藤隆博（キーボード）
- 大嶋吾郎（コーラス&ギター）

- 【アリーナから追加出演】
- クラッシャー木村（バイオリン）
- 山本大将（バイオリン）
- 矢野小百合（バイオリン）
- 岡部憲（バイオリン）
- 三品芽生（ビオラ）
- 金子由衣（ビオラ）
- 古川淑恵（チェロ）
- 飯島奏人（チェロ）
- 中野勇介（トランペット）
- 上石統（トランペット）
- 五十嵐誠（トロンボーン）
- 副田整歩（サックス）
- 後藤天太（サックス）

## ディスコグラフィ

### 内容
2021年現在までに10枚のオリジナルアルバムと3枚のシングルコレクション、37枚のシングル（配信含む）を発売している。
ソロデビュー後のシングル最高位は「ドラマチック」の2位。アルバム最高位は『joy』『Wave』『five-star』『うれしくって抱きあうよ』『megaphonic』『まばたき』の1位。
18thシングル「ランデヴー」のリリース以降、ほぼ全てのシングル・アルバム・ライブビデオ発売時に、「YUKIweb RADIO」という企画をホームページ上で行っている。これは、YUKIがレコーディング秘話やビデオクリップの撮影秘話を交えた約45分のWEBラジオコンテンツである。

### シングル

#### CDシングル
| #  | 発売日     | タイトル                              | 販売形態    | 販売形態  | 順位       | 初収録アルバム         |
| #  | 発売日     | タイトル                              | 初回限定盤  | 通常盤    | 順位       | 初収録アルバム         |
| -- | ---------- | ------------------------------------- | ----------- | --------- | ---------- | ---------------------- |
| 1  | 2002/02/06 | the end of shite                      |             | ESCL-2294 | 6          | PRISMIC                |
| 2  | 2002/03/06 | プリズム                              | ESCL-2298   | 11        |            | PRISMIC                |
| 3  | 2002/06/05 | 66db                                  | ESCL-2312   | 30        |            | PRISMIC                |
| 4  | 2002/11/20 | スタンドアップ！シスター              | ESCL-2350   | 10        | commune    |                        |
| 5  | 2003/02/19 | センチメンタルジャーニー              | ESCL-2723   | 17        | commune    |                        |
| 6  | 2003/03/19 | ハミングバード                        | ESCL-2724   | 23        | commune    |                        |
| 7  | 2004/08/18 | Home Sweet Home                       | ESCL-2735   | 9         | joy        |                        |
| 8  | 2004/11/10 | ハローグッバイ                        | ESCL-2739   | 6         | joy        |                        |
| 9  | 2005/01/19 | JOY                                   | ESCL-2618   | 10        | joy        |                        |
| 10 | 2005/04/27 | 長い夢                                | ESCL-2651   | 4         | Wave       |                        |
| 11 | 2005/06/29 | ドラマチック                          | ESCL-2659   | 2         | Wave       |                        |
| 12 | 2005/09/07 | 歓びの種                              | ESCL-2706   | 5         | Wave       |                        |
| 13 | 2006/01/25 | メランコリニスタ                      | ESCL-2759   | 10        | Wave       |                        |
| 14 | 2006/08/09 | ふがいないや                          | ESCL-2853   | 6         | Wave       |                        |
| 15 | 2007/08/08 | 星屑サンセット                        | ESCL-2978   | 4         |            |                        |
| 16 | 2007/12/12 | ワンダーライン                        | ESCL-3024   | 4         |            |                        |
| 17 | 2008/04/16 | 汽車に乗って                          | ESCL-3061/2 | ESCL-3163 | 5          | うれしくって抱きあうよ |
| 18 | 2009/03/04 | ランデヴー                            | ESCL-3160/1 | ESCL-3162 | 6          | うれしくって抱きあうよ |
| 19 | 2009/11/18 | COSMIC BOX                            | ESCL-3305/6 | ESCL-3307 | 6          | うれしくって抱きあうよ |
| 20 | 2010/02/17 | うれしくって抱きあうよ                |             | ESCL-3350 | 5          | うれしくって抱きあうよ |
| 21 | 2010/09/15 | 2人のストーリー                       | ESCL-3469   | 4         | megaphonic |                        |
| 22 | 2011/04/06 | ひみつ                                | ESCL-3657   | 8         | megaphonic |                        |
| 23 | 2011/07/27 | Hello！                               | ESCL-3671   | 13        | megaphonic |                        |
| 24 | 2012/05/02 | プレイボール／坂道のメロディ          | ESCL-3895/6 | ESCL-3897 | 3          | FLY                    |
| 25 | 2012/08/29 | わたしの願い事                        | ESCL-3953/4 | ESCL-3955 | 10         | FLY                    |
| 26 | 2013/08/21 | STARMANN                              | ESCL-4092/3 | ESCL-4094 | 16         | FLY                    |
| 27 | 2014/08/20 | 誰でもロンリー                        | ESCL-4238   | ESCL-4239 | 15         | FLY                    |
| 28 | 2015/07/29 | 好きってなんだろう…涙／となりのメトロ | ESCL-4475/6 | ESCL-4477 | 11         |                        |
| 29 | 2015/11/04 | tonight                               | ESCL-4546/7 | ESCL-4548 | 11         | まばたき               |
| 30 | 2016/07/13 | ポストに声を投げ入れて                | ESCL-4640/1 | ESCL-4642 | 9          | まばたき               |
| 30 | 2016/07/13 | ポストに声を投げ入れて                | ESCL-4640/1 | ESCL-4643 | 9          | まばたき               |
| 31 | 2017/02/01 | さよならバイスタンダー                | ESCL-4821/2 | ESCL-4823 | 10         | まばたき               |
| 32 | 2017/11/22 | フラッグを立てろ                      | ESCL-4931/2 | ESCL-4933 | 15         |                        |
| 33 | 2018/09/19 | トロイメライ                          |             | ESCL-5105 | 14         | forme                  |
| 34 | 2021/03/24 | Baby, it's you／My lovely ghost       | ESCL-5489   | 7         | Terminal   |                        |
| 35 | 2022/05/11 | 鳴り響く限り                          | ESCL-5656/7 |           | 35         | パレードが続くなら     |
| 36 | 2024/05/01 | こぼれてしまうよ／Hello, it's me      |             | ESCL-5944 | 11         | SLITS                  |

#### EP
| # | 発売日     | タイトル     | 販売形態  | 順位 |
| # | 発売日     | タイトル     | 通常盤    | 順位 |
| - | ---------- | ------------ | --------- | ---- |
| 1 | 2022/05/11 | Free & Fancy | ESCL-5655 | 9    |
| 2 | 2022/11/02 | Bump & Grind | ESCL-5658 | 14   |

#### 配信限定シングル
| #          | 発売日         | タイトル                         | 初収録シングル | 初収録アルバム     |
| ---------- | -------------- | -------------------------------- | -------------- | ------------------ |
| 1          | 2007/05/25     | ビスケット                       |                | five-star          |
| 2          | 2008/12/03     | メッセージ                       | COSMIC BOX     | BETWEEN THE TEN    |
| 3          | 2018/06/25     | チャイム                         |                | forme              |
| 4          | 2019/01/24     | やたらとシンクロニシティ         |                | forme              |
|            | 2022/04/13     | 鳴り響く限り                     | Free & Fancy   | パレードが続くなら |
| 2024/04/18 | Hello, it's me | こぼれてしまうよ／Hello, it's me |                |                    |

### アルバム

#### オリジナル・アルバム
| #  | 発売日     | タイトル               | 販売形態    | 販売形態  | 順位 |
| #  | 発売日     | タイトル               | 初回限定盤  | 通常盤    | 順位 |
| -- | ---------- | ---------------------- | ----------- | --------- | ---- |
| 1  | 2002/03/27 | PRISMIC                |             | ESCL-2300 | 3    |
| 2  | 2003/03/26 | commune                | ESCL-2400   | 11        |      |
| 3  | 2005/02/23 | joy                    | ESCL-2634   | 1         |      |
| 4  | 2006/09/06 | Wave                   | ESCL-2683/4 | ESCL-2685 | 1    |
| 5  | 2010/03/10 | うれしくって抱きあうよ | ESCL-3390/1 | ESCL-3392 | 1    |
| 6  | 2011/08/24 | megaphonic             | ESCL-3756/7 | ESCL-3758 | 1    |
| 7  | 2014/09/17 | FLY                    | ESCL-4277/8 | ESCL-4279 | 2    |
| 8  | 2017/03/15 | まばたき               | ESCL-4837/9 | ESCL-4840 | 1    |
| 9  | 2019/02/06 | forme                  | ESCL-5180/1 | ESCL-5182 | 5    |
| 10 | 2021/04/28 | Terminal               | ESCL-5528/9 | ESCL-5530 | 2    |
| 11 | 2023/02/01 | パレードが続くなら     | ESCL-5750/1 | ESCL-5752 | 7    |
| 12 | 2024/06/12 | SLITS                  | ESCL-5965/6 | ESCL-5967 | 5    |

#### ベスト・アルバム
| # | 発売日     | タイトル        | 販売形態       | 販売形態    | 販売形態    | 順位 |
| # | 発売日     | タイトル        | 完全生産限定盤 | 初回限定盤  | 通常盤      | 順位 |
| - | ---------- | --------------- | -------------- | ----------- | ----------- | ---- |
| 1 | 2007/10/03 | five-star       | ESCL-20017     | ESCL-3013/4 | ESCL-3015   | 1    |
| 2 | 2012/02/01 | POWERS OF TEN   | ESCL-3830/3    | ESCL-3834/6 | ESCL-3837/8 | 2    |
| 3 | 2012/11/07 | BETWEEN THE TEN |                | ESCL-3980/2 | ESCL-3983/4 | 7    |
| 4 | 2018/01/31 | すてきな15才    | ESCL-4970/2    | ESCL-4973/4 | ESCL-4975   | 5    |

#### ライブ・アルバム
| # | 発売日     | タイトル                                               | 販売形態    | 順位 |
| # | 発売日     | タイトル                                               | 通常盤      | 順位 |
| - | ---------- | ------------------------------------------------------ | ----------- | ---- |
| 1 | 2010/12/01 | YUKI "The Present" 2010.6.14,15 Bunkamura Orchard Hall | ESCL-3558/9 | 9    |

#### 配信限定アルバム
| # | 発売日     | タイトル                                                                 | 販売形態                     |
| - | ---------- | ------------------------------------------------------------------------ | ---------------------------- |
| 1 | 2022/09/21 | YUKI 20th Anniversary The Single Collection 2002-2022 “Tears of JOY”     | ストリーミング・ダウンロード |
| 2 | 2022/10/19 | YUKI 20th Anniversary Coupling + Remix Collection 2002-2022 “Ode to JOY” | ストリーミング・ダウンロード |

### 映像作品

#### ビデオクリップ集
| # | 発売日     | タイトル               | 販売形態  | 販売形態 | 順位 |
| # | 発売日     | タイトル               | DVD       | Blu-ray  | 順位 |
| - | ---------- | ---------------------- | --------- | -------- | ---- |
| 1 | 2005/03/02 | ユキビデオ             | ESBL-2177 |          | 4    |
| 2 | 2008/03/19 | ユキビデオ２           | ESBL-2196 | 13       |      |
| 3 | 2012/05/02 | ユキビデオ３           | ESBL-2322 | 2        |      |
| 4 | 2013/01/09 | ユキビデオ・トリロジー |           | ESXL-24  | 5    |
| 5 | 2020/03/04 | ユキビデオ４           | ESBL-2606 | ESXL-196 | 17   |

#### ライブビデオ
| #  | 発売日     | タイトル                                                                                 | 販売形態     | 販売形態   | 順位 |
| #  | 発売日     | タイトル                                                                                 | DVD          | Blu-ray    | 順位 |
| -- | ---------- | ---------------------------------------------------------------------------------------- | ------------ | ---------- | ---- |
| 1  | 2005/03/02 | Sweet Home Rock'n Roll Tour                                                              | ESBL-2176    |            | 6    |
| 2  | 2006/01/25 | ユキライブ YUKI TOUR “joy” 2005年5月20日 日本武道館                                      | ESBL-2183/4  | 5          |      |
| 3  | 2008/05/28 | YUKI LIVE “5-star” 〜The gift will suddenly arrive〜                                     | ESBL-2197    | 1          |      |
| 4  | 2009/03/04 | YUKI concert New Rhythm Tour 2008                                                        | ESBL-2262/3  | 3          |      |
| 5  | 2011/04/06 | YUKI concert tour 2010 “うれしくって抱きあうよ” 東京国際フォーラム ホールＡ              | ESBL-2292    | ESXL-10    | 11   |
| 6  | 2012/05/02 | YUKI tour “MEGAPHONIC” 2011                                                              | ESBL-2321    | ESXL-18    | 1    |
| 7  | 2012/12/05 | YUKI LIVE “SOUNDS OF TEN” at TOKYO DOME 2012.05.06                                       | ESBL-2232/3  | ESXL-22    | 1    |
|    | 2016/02/24 | High Times（YUKI concert tour “Flyin' High” '14-'15 & YUKI concert tour ”Dope out” '15） | ESBL-2428/9  | ESXL-77/8  | 19   |
| 8  | 2016/02/24 | YUKI concert tour “Flyin' High” '14〜'15                                                 | ESBL-2430    | ESXL-80    | 19   |
| 9  | 2016/02/24 | YUKI concert tour “Dope Out” '15                                                         | ESBL-2431    | ESXL-95    | 19   |
| 10 | 2016/07/13 | YUKI LIVE dance in a circle '15                                                          | ESBL-2442    | ESXL-95    | 6    |
| 11 | 2018/01/31 | YUKI concert tour “Blink Blink” 2017.07.09 大阪城ホール                                  | ESBL-2510/3  | ESXL-135/7 | 7    |
| 11 | 2018/01/31 | YUKI concert tour “Blink Blink” 2017.07.09 大阪城ホール                                  | ESBL-2514/5  | ESXL-138   | 7    |
| 12 | 2020/03/04 | YUKI concert tour “trance/forme” 2019 東京国際フォーラム ホールＡ                        | ESBL-2600/3  | ESXL-192/4 | 11   |
| 12 | 2020/03/04 | YUKI concert tour “trance/forme” 2019 東京国際フォーラム ホールＡ                        | ESBL-2604/5  | ESXL-195   | 11   |
| 13 | 2022/04/13 | YUKI concert tour “Terminal G” 2021 東京ガーデンシアター                                 | ESBL-2620/3  | ESXL-240/2 | 6    |
| 13 | 2022/04/13 | YUKI concert tour “Terminal G” 2021 東京ガーデンシアター                                 | ESBL-2624/5  | ESXL-243   | 6    |
| 14 | 2023/07/19 | YUKI concert tour “SOUNDS OF TWENTY” 2022 日本武道館                                     | ESBL-2639/42 | ESXL-282/3 | 6    |
| 14 | 2023/07/19 | YUKI concert tour “SOUNDS OF TWENTY” 2022 日本武道館                                     | ESBL-2643/4  | ESXL-283   | 6    |

### 参加作品
| リリース日     | 曲名                              | 収録作品                                                                            |                                    |
| 1996年2月7日   | 週末のBaby talk                   | GLAY「BEAT out!」                                                                   | コーラス                           |
| 1997年6月21日  | キモちE                           | 真心ブラザーズ「B.A.D.(Bigger and Deffer) 〜MB's Single Collection」                | コーラス                           |
| 1997年11月6日  | 光の全く無いイメージ              | ROBOTS「GUITAR DE POP」                                                             | コーラス                           |
| 2003年5月21日  | 砂漠に咲いた花                    | キセル「砂漠に咲いた花」                                                            | 作詞                               |
| 2004年3月24日  | 南東風                            | GLAY「THE FRUSTRATED」                                                              | コーラス                           |
| 2004年8月4日   | 南東風〜PEACEFULL SESSION〜       | GLAY「Blue Jean」                                                                   | コーラス                           |
| 2004年9月1日   | BABY BABY BABY                    | Various Artists「真心COVERS」                                                       | ゲスト                             |
| 2004年11月24日 | 伝説の二人                        | HALCALI「音樂ノススメ」                                                             | 作詞                               |
| 2005年1月15日  | 駆け抜けて性春                    | 銀杏BOYZ「君と僕の第三次世界大戦的恋愛革命」                                        | コーラス                           |
| 2005年1月26日  | 夢の中/YUKI&麗蘭                  | Various Artists「Colla Bo Gumbos Vol.1」                                            | ゲスト                             |
| 2006年3月8日   | ごはんができたよ                  | 矢野顕子「はじめてのやのあきこ」                                                    | ゲスト                             |
| 2006年12月13日 | 秘密の花園                        | Various Artists「Jewel Songs 〜Seiko Matsuda Tribute & Covers〜」                   | ゲスト                             |
| 2008年3月28日  | JOY -METAL JOY REMIX-             | Various Artists「デトロイト・メタル・シティ トリビュートアルバム～生贄メタルMIX～」 | ゲスト                             |
| 2010年9月29日  | ベッドタイムストーリー feat. YUKI | Jazztronik「ベッドタイムストーリー feat. YUKI」                                     | ゲスト                             |
| 2010年12月1日  | ア・イ・ウ・エ・オ                | Various Artists「ロマンチスト〜THE STALIN・遠藤ミチロウTribute Album〜」            | ゲスト                             |
| 2010年12月1日  | オーロラに隠れて                  | 南波志帆「オーロラに隠れて」                                                        | 作詞                               |
| 2013年3月6日   | 自転車泥棒                        | Various Artists「ユニコーン・カバーズ」                                             | ゲスト                             |
| 2013年3月20日  | 手紙                              | TOKIO「手紙」                                                                       | 作詞                               |
| 2015年6月24日  | 卒業                              | Various Artists「風街であひませう」                                                 | ゲスト                             |
| 2016年12月7日  | 漂流教室                          | Various Artists「きれいなひとりぼっちたち」                                         | ゲスト                             |
| 2018年11月28日 | バナナが好き                      | 矢野顕子「ふたりぼっちで行こう」                                                    | 作曲、ミュージックビデオのイラスト |
| 2019年7月10日  | 永遠はきらい                      | 上白石萌音「i」                                                                     | 作詞                               |
| 2020年10月21日 | 恋は永遠 feat. YUKI               | 銀杏BOYZ「ねえみんな大好きだよ」                                                    | ゲスト                             |

### PV
PVは独創的な物が多く、何度かSPACE SHOWER Music Video Awardsを受賞している。
- 2004年「センチメンタルジャーニー」（監督・野田凪）がBEST CONCEPT VIDEOを受賞
- 2005年「Home Sweet Home」（監督・服部一成）がBEST SHOOTING VIDEOを受賞
- 2006年「JOY」（監督・中村剛）が年間最優秀賞にあたるBEST VIDEO OF THE YEARを受賞

## 書籍

### エッセイ
- yuki Girly★Swing（1997年2月1日、ソニーマガジンズ）
- yuki Girly★Rock（1999年10月20日、ソニーマガジンズ）
- YUKI GIRLY★FOLK（2000年6月30日、ソニーマガジンズ）
- YUKI GIRLY★BOOGIE（2000年6月30日、ソニーマガジンズ）
- yuki Girly★Swing Mini（2004年3月1日、ソニーマガジンズ）
- YUKI Girly★Rock Mini（2004年3月1日、ソニーマガジンズ）
- YUKI GIRLY★FOLK MINI（2004年3月1日、ソニーマガジンズ）
- YUKI GIRLY★BOOGIE MINI（2004年3月1日、ソニーマガジンズ）
- YUKI GIRLY★TREE（2004年3月20日、ソニーマガジンズ）
- YUKI GIRLY★WAVE（2004年3月20日、ソニーマガジンズ）

### 写真集
- ONE DAY
- LOOK CLOSER
- PAVILION
- LETTERS FROM ME（2017年3月31日）

　「ONE DAY」「LOOK CLOSER」「PAVILION」をまとめた数量限定BOX。

## ライブ

### フェス・イベント
- J-WAVE LIVE 2000+2（2002年8月11日/国立代々木競技場第一体育館）
- J-WAVE LIVE 2000+4（2004年8月29日/国立代々木競技場第一体育館）
- ROCK IN JAPAN FESTIVAL（2002年8月10日/国営ひたち海浜公園）
- ROCK IN JAPAN FESTIVAL（2005年8月5日/国営ひたち海浜公園）
- J-WAVE LIVE 2000+5（2005年8月21日/国立代々木競技場第一体育館）[16]
- SMA バリ3 カーニバル（2005年9月16日/SHIBUYA-AX・2005年9月28日/なんばHatch）[17]
- Hot Stuff 30th Anniversary 『BLACK AND BLUE』（2008年6月22日/Zepp Tokyo）[18]
- ROCK IN JAPAN FESTIVAL（2010年8月8日/国営ひたち海浜公園、女性アーティストで初めて大トリを務めた）
- 朗読劇「LOVE LETTERS 20周年記念公演 X’MAS SPECIAL」（2010年12月7日/PARCO劇場）[19]
- ROCK IN JAPAN FESTIVAL（2011年8月5日/国営ひたち海浜公園）
- WORLD HAPPINESS 2011（2011年8月7日/夢の島公園陸上競技場）
- サマーソニック2011（2011年8月13日/舞洲SONIC PARK）
- ROCK IN JAPAN FESTIVAL（2012年8月3日/国営ひたち海浜公園）
- J-WAVE SPECIAL LIVE 矢野顕子40th Anniversary ふたりでジャンボリー（2016年12月2日/Zepp DiverCity Tokyo）
- FUJI ROCK FESTIVAL 2017（2017年7月30日/苗場スキー場）
- Hot Stuff Promotion 40th Anniversary MASAKA〜Ultra Boy Meets Super Girl〜（2018年10月27日/日本武道館）
- 矢野顕子さとがえるコンサート 2018（2018年12月5日/名古屋芸術創造センター）
- サマーソニック2019（2019年8月16日/東京会場・8月18日/大阪会場）
- J-WAVE presents INSPIRE TOKYO 2023 - Best Music & Market - （2023年7月16日/国立代々木競技場第一体育館）
- NUMBER SHOT2023（2023年7月23日/福岡PayPayドーム）
- FUJI ROCK FESTIVAL 2023（2023年7月30日/苗場スキー場）

### アンコールの掛け声
アルバム『joy』の収録曲である「ティンカーベル」の冒頭で歌われている"Joy to the world, the Lord is come! Repeat the sounding joy, Repeat the sounding joy."がよく歌われている。ただし例外としてNew Rhythm Tourの一部で『わかめがいっぱい』、うれしくって抱きあうよ(tour)の一部で『ドーナツソング』（山下達郎）、MEGAPHONIC(tour)の一部で『プリズム』が歌われる事もあった。
最近では『JOY』の"死ぬまでドキドキ(ワクワク)したいわ"が歌われるようになっている。
2015年頃からはアンコールは行われず、本編のみで公演を終了することが多い。

## 出演

### テレビ番組
- ミュージックステーション（2002年2月8日・2002年3月8日・2004年8月13日・2010年2月12日・2010年3月12日・2011年8月19日・2011年8月26日・2012年2月3日・2012年2月10日・2012年12月21日・2014年9月12日・2015年12月25日・2017年2月3日・2021年4月30日・2022年5月13日・2022年12月23日(テレビ朝日、SUPER LIVE等スペシャル放送含む）
- 森田一義アワー 笑っていいとも!（2012年2月1日、フジテレビ）[20]
- NHK紅白歌合戦（2012年12月31日、NHK）[21]
- ハロー・グッバイの日々～音楽プロデューサー佐久間正英の挑戦～（2013年12月26日、NHK）[22]
- そして音楽が残った ～プロデューサー佐久間正英“音と言葉”～（2014年4月12日、NHK）[23]
- SONGS（2014年9月20日・2017年3月9日・2019年2月23日、NHK）[24]

### ラジオ番組
- NON STOP RADIO JAM（CROSS FM）
- ワイルドブルー ハマラジ・クラブ（FMヨコハマ）
- 勝手にしやがれ（bay fm)
- Coke ハイパー・レイディオ（TOKYO FM）
- J・A・M EXPRESS（FM仙台（現・Date fm））
- アーティスト・プロデュース・スーパー・エディション（2005年2月・2012年2月・2017年4月・2023年2月・2024年6月、ジャパンエフエムネットワーク）[注 3]
- OH! MY RADIO （J-WAVE、金曜日：2005年3月）
- YUKIのオールナイトニッポン（ニッポン放送ほか、火曜2部：1994年4月 - 1995年3月、金曜1部：1995年4月 - 1996年4月、2017年3月14日（13日深夜、月曜1部） 、2022年9月16日（15日深夜、木曜1部））
- Music Unlimited TOKYO VAGABOND 2014年9月度木曜日担当 （J-WAVE）
- FM802 25th ANNIVERSARY 802 GO! SPECIAL PROGRAM「YOUR RADIO 802」-（2014年9月5日・12日）
- おとなの自動車保険 presents YUKI HELLO! NEW WORLD -（TOKYO FM）
- Monthly Artist File-THE VOICE- - 2019年2月担当（TOKYO FM）
- 松任谷由実のオールナイトニッポンGOLD - 2022年6月17日ゲスト出演（ニッポン放送ほか）

### CM
- 大塚製薬「ポカリスエット」
- トヨタ自動車「WiLL VS」（2002年）
- Sony Ericsson「au W31S」（2005年）
- NEC（2007年）
  - 「N904i」
  - 「N905i」
- 東京メトロ（2015年） - CMソング「となりのメトロ」[25]
- サッポロビール「サッポロ生ビール黒ラベル」（2022年6月）-大人エレベーター50階に妻夫木聡と出演[26]
- 札幌千秋庵製菓 「山親爺」（2024年3月18日 - ） リメイク版

### 映画
- いつかギラギラする日（1992年） - エキストラとして出演。この映画で恩田快人と出会う。
- 水の女（2002年） - 聡子 役
- 劇場版 NARUTO -ナルト- 大活劇!雪姫忍法帖だってばよ!!（2004年） - 子供 役